# Asklepios

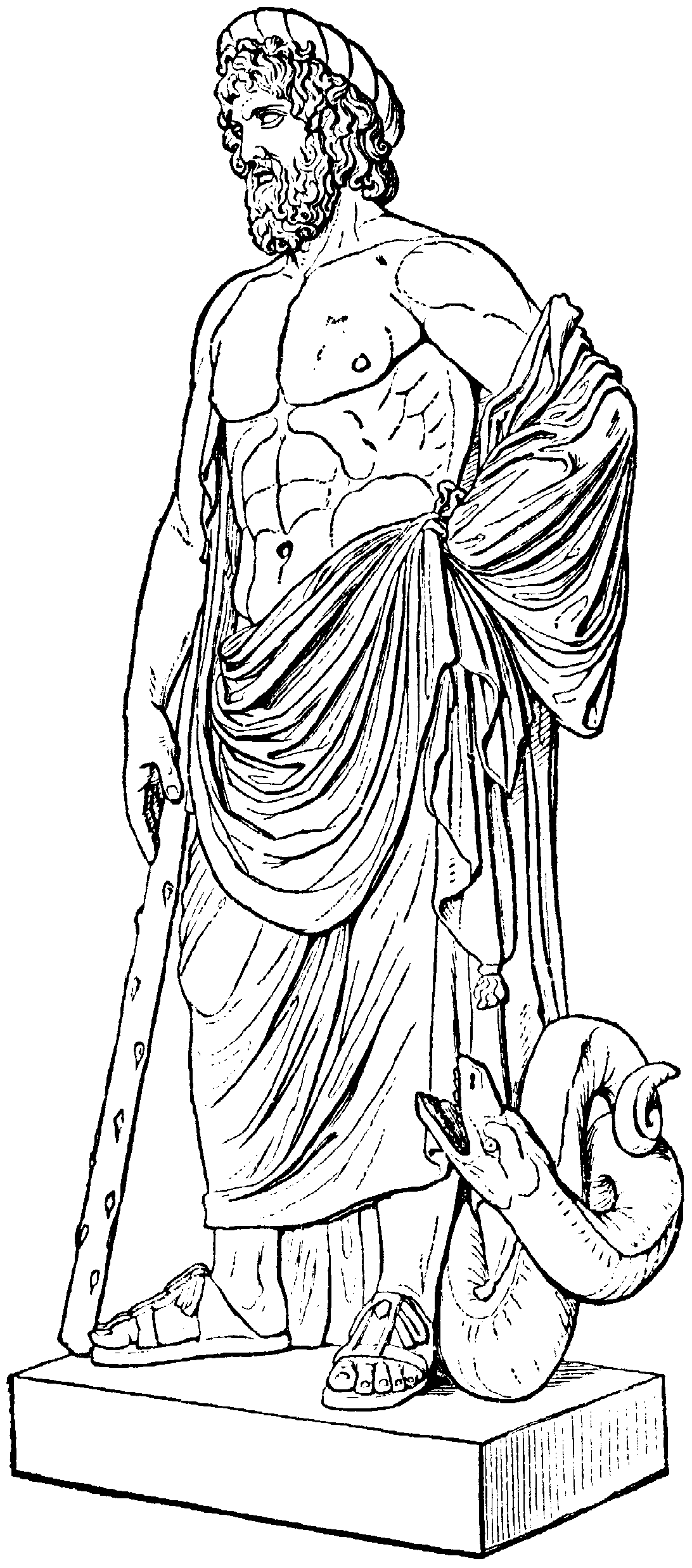
Asklepios

Asklepios är läkekonstens gud inom den grekiska mytologin, dock ursprungligen benämnd hero, det vill säga en ”halvgudomlig” människa.

## Myten
Enligt myten är Asklepios son till Apollon, medan modern, beroende på källa, antingen är den thessaliska prinsessan Koronis eller nymfen Arsinoe. Asklepios lärde sig läkekonsten hos kentauren Keiron. Gudinnan Athena gav honom blodet från gorgonen Medusa, med vilket han sedan kunde bota sjuka och även återuppväcka döda. Hans förmåga att återföra de döda till livet ledde till en konflikt med dödsguden Hades, en konflikt som slutade med att Zeus dödade Asklepios med en åskvigg. Med hjälp av sin fader Apollon återuppstod Asklepios, som därefter fick flera söner samt döttrarna Hygieia, ”hälsan” (se hygien), Panakeia, ”den allbotande”, Akeso, Iaso och Aegle.

## Den heroiska bakgrunden
Enligt vissa forskare kan Asklepios ha varit en verklig grekisk människa, en föregångare till efterföljande pionjärer inom läkekonstens utveckling, som Hippokrates, och med enastående kunskaper och förmågor inom såväl hälsa och läkekonst som inom den andliga världen och dess samspel med människans jordiska tillvaro. 
Asklepios benämndes i tidigare antika källor (bland annat hos Homeros, Ovidius, Platon) som en hero, det vill säga en mänsklig hjälte med till synes övermänskliga förmågor, och han sägs skall ha levat på 500-talet f.Kr., och senare enligt legenden också återuppstått på jorden och fortsatt sin syssla. Först senare blev han, som många andra hjältar, mytologiserad såsom en gud, varvid ett antal tempel restes över honom och en mycket omfattande dyrkan inleddes över den antika världen kring Medelhavet, men han kom aldrig att riktigt räknas in bland de vanliga olympiska gudarna, utan räknades som en ”specialgud” inom helandets område. Dock värderades han ofta med Zeus och Apollon som en av de tre högsta i världsalltet, som en världsfrälsare, och dyrkan av honom blev svår konkurrent till den senare framväxande kristendomen. Hans äldsta kända hem var i grekiska Trikala i Thessalien.

## Verksamhet och läkekonstens symbol
En speciell helande metod som Asklepios introducerade var inkubationen. I den helades patienten genom drömterapi och gudomlig vägledning under sömn eller meditation i särskilda tempelbyggnader på heliga platser. Ett huvudcenter för verksamheten upprättades i Epidauros i Argolis, dit människor vallfärdade i stora mängder. Liknande centra skapades på många platser som Aten och Kos, där en känd medicinsk skola fanns, och där bland annat Hippokrates senare utvecklade sin verksamhet utifrån denna grund.
Även delar av den antika grekiska teatern sägs ha använts som en psykologisk helande och renande metod i linje med denna verksamhet.
Asklepios har förknippats asklepiosstaven, där en orm ringlar sig uppför en stav, som idag utgör den internationella symbolen för läkekonsten och medicinsk vetenskap (ej att förväxla med kaducén, där två ormar ringlar uppför en stav). 
Även Asklepios dotter Hygieia gav upphov till en symbol där en orm slingrar sig upp kring en skål, detta är farmakologins internationella symbol. Ormen var inte en ovanlig symbol för andlig eller gudomlig kraft i antik tid. Många gudar förknippades med ormattribut och i senare kulter (bland annat i Rom) avbildades Asklepios ofta själv i ormgestalt.

## Asklepiades – hederstitel och efterföljare
Asklepios har också givit upphov till en hederstitel för vissa efterföljande antikens läkare: Asklepiades. Mest känd av dessa är den i Rom verksamma Asklepiades från Prusa i Bitynien (100-talet f.Kr.), som utvecklade en cell-lära och grundade den så kallade solidarpatologien, som ansåg att sjukdomar kom av förändringar i kroppens fasta, ”energi-atomära” delar, till skillnad från Hippokrates så kallade humoralpatologi, som syftade på förmodade förändringar i kroppens flytande vätskor.

## Aesculapius
Aesculapius var romarnas namn på Asklepios. På Tiberön i Rom finns rester av ett tempel helgat åt Aesculapius. Efter att i ormgestalt ha räddat staden Rom från pesten 292 f.Kr. betraktades han som stadens beskyddare. Aesculapius har i sin tur försvenskats till eskulap, ett något gycklande epitet för läkare. Aesculapius var även läkarkonstens gud.